# Landskapsvapen
Landskapsvapen är heraldiska vapen för landskapen i Finland och Sverige.
Landskapsvapnen bygger delvis på lokala sigill men vissa av dem är från början associerade med Sveriges hertigdömen eller ståndspersoner som hade utsetts till hertigar för landskap av den svenske kungen. Motiven i landskapsvapnen ingår i länsvapnen och utgör också motiv på landskapsflaggor eller har givit upphov till färgerna på husbondsvimplar.
När län och landskap sammanfaller är vapnen ofta desamma. Då ett län omfattar flera landskap eller delar av flera landskap, ingår ofta flera landskapsvapnen i länsvapnet. Eftersom länsstyrelsen är en statlig myndighet så är svenska länsvapen krönt med en kunglig krona, till skillnad från landskapsvapnen som kröns med hertigliga eller i vissa fall (i Finland) grevliga kronor.

## Lagstiftning
Användning och registrering av statliga vapen såsom landskapsvapen styrs av Patent- och registreringsverket. Behörig länsstyrelse i fråga om landskapsvapen är den länsstyrelse som har sitt säte inom landskapet eller länsstyrelsen i det län som innehåller den största delen av landskapet. Riksarkivet har hand om statens heraldiska verksamhet och genom sin heraldiska nämnd ser riksarkivet till att vapen eller heraldiska emblem som syftar på staten eller statsmyndigheterna utförs i enlighet med heraldiska normer. Riksarkivet kan göra utredningar och vidta åtgärder på det heraldiska området, till exempel på uppdrag av kommunerna till vilka Riksarkivet får upprätta förslag till kommunala vapen och genomföra heraldiska utredningar om sådana vapen. Avbildning av sådana vapen, flaggor eller emblem skyddas genom att publiceras av Patent- och registreringsverket i verkets registreringstidning för varumärken.

## Historik
De första versionerna av några av de svenska landskapsvapnen skapades i samband med Gustav Vasas begravning 1560. Det som skapades först var Dalarnas vapen. 12 stycken finns avbildade på Gustav Vasas kista. Andra tillkom i samband med Karl IX:s begravning 1611. Landskap som tillfördes Sverige efter fredssluten med Danmark 1645 och 1658 blev tilldelade hertigar och fick landskapsvapen i samband med Karl X Gustavs begravning 1660. De flesta landskapsvapnen har genomgått vapenrevisoner sedan dess. Smålands vapen var från början ett armborst i fält av guld, med röda rosor på var sida. I Skånes landskapsvapen ändrades kronans färg från guld till blå så sent som 1939. Andra landskap som fått sina vapen ändrade är Värmland och några av de norrländska landskapen.
Finland var fram till 1809 en landsdel av Sverige, på samma sätt som Svealand, Götaland och Norrland. I Finland har man i och med att man på 1990-talet införde nya, kommunalrättsligt organiserade landskap även infört en ny serie landskapsvapen. Dessa är i många fall gamla landskapsvapen som har övertagits helt eller delvis av de nya landskapen.
Vissa landskapsvapen har anor som går längre tillbaka än 1560 eftersom de tidigare har använts som sigill. Dessa är Gotlands vapen som är känt från 1280, Dalarnas som är känt från 1525 och Skånes vapen, som från början var  Malmös vapen, tilldelat staden av Erik av Pommern 1437 som en del av hans pommerska släktvapen. Dessutom är Egentliga Finlands vapen från 1560 identiskt med hertigdömet Finlands vapen som stadfästes 1557. Norrbotten, som först under 1900-talet började uppfattas som ett eget landskap, fick dock inte sitt landskapsvapen fastställt förrän 1995. Härjedalens status som landskap var också osäker i början och dess sigill som är känt från 1647 fanns inte med bland landskapsvapnen vid Karl X Gustavs begravning. Det var först under 1700-talet som även Härjdalens vapen tog plats bland de övriga landskapsvapnen.

## Historiska landskap

### Finland
Vapen för historiska landskap i Finland. De historiska landskapen är Finlands motsvarigheter till de rikssvenska landskapen. De ska inte förväxlas med de moderna landskapen som är en administrativ indelning som infördes först 1997. De finska landskapsvapnen kom till i samband med Gustav Vasas begravning 1560. Egentliga Finlands vapen är dock identiskt med det vapen som tilldelades hertigdömet Finland 1557 (vilket bestod av Egentliga Finland, Satakunda och en del av Nyland). Lapplands vapen bestod enligt en osäker källa vid Gustav Vasas begravning av två gyllene skidor på ett fält av silver. Den nuvarande vildmannen är känd först från 1607.

### Sverige
De rikssvenska landskapen är av samma karaktär som de historiska landskapen i Finland. De är en äldre administrativ indelning, som har levt kvar endast som bärare av de vapen som de tilldelades på 1500- och 1600-talen, som föremål för hertigtitlar inom kungahuset samt som identifikationsobjekt för personers hembygd.

## Finlands moderna landskap
De landskap i Finland som infördes 1997 är ett slags kommuner (sekundärkommuner) och deras vapen, som visas i galleriet enligt länken nedan, följer alltså samma handhavanderegler som gäller för andra Kommunvapen i Finland.

## Bilder av landskapsvapen
- Galleri över landskapsvapen i Estland
- Galleri över landskapsvapen i Finland
- Landskapsvapen i Sverige